# حلقة (رياضيات)
في الجبر التجريدي، الحلقة (بالإنجليزية: Ring)‏، {\displaystyle R\!} والتي يرمز إليها أحيانا {\displaystyle \{R,+,\times \}} هي مجموعة من العناصر مزودة بعمليتين ثنائيتين هما الجمع {\displaystyle +\!} والجداء {\displaystyle \times }(1) بحيث تحقق البديهيات التالية:
1. {\displaystyle \{R,+\}\!} زمرة أبيلية حيث العنصر الحيادي {\displaystyle e=0\!} والمتمم {\displaystyle {\acute {a}}=-a}
2. مغلقة بالنسبة إلى الجداء: {\displaystyle \forall a,b\in R:ab\in R}
3. تجميعية بالنسبة إلى الجداء: {\displaystyle a(bc)=(ab)c\ \forall a,b,c\in R}
4. توزيعية عملية الجداء على عملية الجمع من الجهتين، اليمنى واليسرى: {\displaystyle a(b+c)=ab+ac\ \forall a,b,c\in R} و{\displaystyle (a+b)c=ac+bc\ \forall a,b,c\in R}

تُدعى الحلقة بالتبديلية أو التبادلية إن حققت الشرط الإضافي التالي:
5. تبديلية بالنسبة إلى الجداء: {\displaystyle ab=ba\ \forall a,b\in R}
هاتان العمليتان رغم أنهما تشبهان الجمع والجداء المألوفين في مجموعات الأعداد إلا أنهما تختلفان عنهما: هما جمع وجداء مجازيان وليسا الجمع والجداء المتعارف عليهما. قد تكون عناصر حلقة ما أعدادا صحيحة وقد تكون أعدادا عقدية ولكن قد لا تكون أعدادا مطلقا كأن تكون على سبيل المثال متعددات للحدود أو مصفوفات مربعة أو دوالا أو متسلسلات للقوى.
لكون حلقة ما تبادليةً (أي أن ناتج ضرب عنصرين اثنين في بعضهما لا يتغير عندما يتغير الترتيب الذي جاء العنصران به في العملية) من عدمه نتائج كبيرة وعميقة. يشكل الجبر التبادلي، كونه دراسة الحلقات التبادلية، فرعا أساسيا من نظرية الحلقات كاملة.
الحلقات بنى جبرية قد تعمم إلى حقول إذا حققت شرطا إضافيا. أبسط أنوع الحلقات التبادلية تلك التي تقبل القسمة على العناصر المختلفة عن الصفر. تسمى هذه الحلقات حقولا.
تضم الأمثلة على الحلقات التبادلية مجموعة الأعداد الطبيعية، مزودةً بعملية الجمع والجداء الاعتياديتين، كما تضم أيضا مجموعة متعددات الحدود مزودة بعمليتي جمع وجداء الحدوديات. تضم الأمثلة على الحلقات غير التبادلية مجموعة المصفوفات المربعة n × n ذات المداخل الحقيقية، وذات البعد n الذي يتجاوز الاثنين.
طورت الحلقات على شكل نماذج بين سبعينات القرن التاسع عشر وعشرينات القرن العشرين. من أهم المشاركين في هذا العمل ريتشارد ديدكايند وديفيد هيلبرت وأبراهام فرانكل وإيمي نويثر.

## تعريف وتوضيح

### المثال الأول: الأعداد الصحيحة
المثال الأكثر شيوعا حول الحلقات هو مجموعة الأعداد الصحيحة, والمتمثلة في الأعداد التالية :
{\displaystyle ...,-4,-3,-2,-1,0,1,2,3,4,...}

## التاريخ

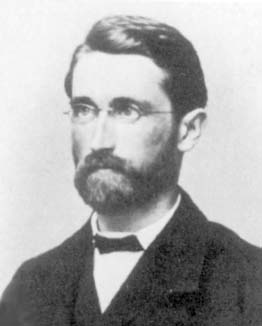
ريتشارد ديدكايند, واحد من مؤسسي نظرية الحلقات.

يعود أصل دراسة الحلقات إلى دراسة حلقات متعددات الحدود وإلى دراسة نظرية الأعداد الصحيحة الجبرية.

## هامش
1 لا يستعمل عادة رمز الجداء {\displaystyle \times } ويستعاض عنه بالرمز {\displaystyle \cdot } (مثلا {\displaystyle a\cdot b}) أو لا يستعمل أي رمز (مثلا {\displaystyle ab\!})